# Connor Gibbs
Connor Gibbs, né le 2 février 2001 dans le comté d'Orange (Californie), est un acteur américain. Il est connu pour son rôle de Aiden Lucas dans la série télévisée Ghost Whisperer.

## Filmographie
- 2007 : Candy Shop (Jacob, clip musical)
- 2007 : Monk (petit garçon)
- 2009-2010 : Ghost Whisperer (Aiden Lucas)
- 2010 : The Mis-Informant - with Jack Black as Nathan Spewman (Mark/Marty)
- 2011 : Memphis Beat (Jack Ekler)
- 2011 : Un admirateur secret (Luke Anderson)